# Dictionnaire des cultures gays et lesbiennes
O Dictionnaire des cultures gays et lesbiennes (Dicionário das Culturas Gay e Lésbica) foi publicado pela editora Larousse em 2003 e contou com a  organização de Didier Eribon e Arnaud Lerch. 
Este dicionário contém quase 600 artigos, fotografias e dossiers temáticos, sobre a cultura gay e lésbica, incluindo referências culturais e artísticas, associações homossexuais, eventos LGBT, costumes e estilo de vida, aspetos legais (casamento, adoção, etc.) e artigos sobre estudos gay e lésbicos (história, sociologia, teoria queer, etc.), bem como biografias de artistas, escritores, filósofos e cantores homossexuais, ou que tiveram uma grande influência sobre a comunidade homossexual (como os ABBA, Barbara ou os Village People).
O jornal francês L'Humanité considera esta obra de Didier Eribon, o "filósofo e historiador de ideias francês", uma "mina de ouro".